# Скороходько Павло Михайлович
Павло Михайлович Скороходько (11 липня 1980, Київ) — український актор і режисер дубляжу, телеведучий. Офіційний український голос Гаррі Поттера, Містера Біста та Губки Боба.

## Біографія
Народився 11 липня 1980 року у Києві.
У 2002 році закінчив Київський національний університет культури і мистецтв. Як актор телевізійного озвучування почав свою кар'єру у 2005 році. За словами актора, спробувати себе в озвучці йому порадив актор Юрій Ребрик.
У 2008 році був ведучим проєкту «Найрозумніший. Дорослі ігри» на телеканалі «1+1».

## Дублювання й озвучення українською
- Леді та Волоцюга — Педро
- Робін Гуд — Тулик
- Великий мишачий детектив — Фіджет
- Олівер і Компанія — Тіто
- Русалонька — Скорик
- Русалонька 2: Поклик моря — Скорик
- Горбань з Нотр-Даму — Клопен
- Атлантида: Загублена імперія — Майло Тетч
- Король Лев (1994) — Тімон
- Король Лев (2019) — Тімон
- Король Лев 2: Гордість Сімби — Тімон
- Король Лев 1½ — Тімон
- Король Лев: Тімон і Пумба — Тімон
- Суперсімейка —  Баді Пейн/Синдром
- Безславні виродки — Віллі
- Ганмен
- Льодовиковий період 3: Ера динозаврів — Едді
- Маленький принц (2015)
- Шибайголови
- Нація убивць
- Відьмина гора
- Надто крута для тебе
- Похмілля: Частина III
- Корпорація
- Буває і гірше — Брік
- Мисливці на гангстерів
- Антураж
- Робінзон Крузо: Дуже заселений острів
- Великий Ґетсбі
- Персі Джексон: Море чудовиськ
- Вбивство у «Східному експресі» — П'єр Мішель
- Елвін і бурундуки: Бурундомандри — Елвін
- Форма води — Пиріженко
- Дедпул 2 — Допіндер
- Стволи Акімбо — Майлз
- Смолфут — Персі Паттерсон
- Богемна рапсодія — Пол Прентер
- Люди Ікс: Апокаліпсис — Чарлз Ксав'є
- Люди Ікс: Темний Фенікс — Чарлз Ксав'є
- Правдива історія банди Келлі — Нед Келлі
- Скубі-Ду! — Шеґґі
- Мадагаскар — Король Джуліан
- Могутні рейнджери: Звіроморфери
- Джеймі-щупальця — Джеймі
- Софія Прекрасна
- Бейблейд: Вибух
- Джентльмени
- Гарячі матусі
- Кур'єр
- Зоряна принцеса проти сил зла
- Аліса в Країні Чудес
- Панда Кунг-Фу: Легенди крутості
- Покемон. Фільм: Секрети джунглів — Мяут
- Підлітки-мутанти Черепашки-ніндзя: Погром мутантів — Мондо
- Червоні черевички та семеро гномів — Мерлін
- Їжак Сонік — Сонік
- Їжак Сонік 2 — Сонік
- Їжак Сонік 3 — Сонік
- Бійцівський клуб — Тайлер Дьорден, багатоголосе закадрове озвучення студії «DniproFilm»
- Лимонадний голос — Вен Гіфорд, дубляж студії «Le Doyen»
- М3ґан — Девід, дубляж студії «Le Doyen»
- Зік і Лютер — Лютер, дубляж студії «Le Doyen»
- Спільнота
- Південний парк — багатоголосе закадрове озвучення студії «1+1»
- Левина варта — Тімон, дубляж студії «Le Doyen»
- Фіксики: Великий секрет — Файерверк
- Смішарики. Пін-Код — Крош, дубляж студії «1+1»
- Ліло і Стіч (мультсеріал) — Пліклі, Кіоні
- Закон Майла Мерфі — Зак, дубляж студії «1+1»
- Місія «Блейк» — Леонард, дубляж студії «1+1»
- Пенн Зеро: Герой на півставки — Пенн, дубляж студії «1+1»
- Мінлива хмарність, часом фрикадельки 2 — Стів
- Вондер Тут і Там — Командувач Гострозір, дубляж студії «1+1»
- П'ять ночей у Фредді (фільм) — Майк Шмідт, дубляж студії «LeDoyen»
- Сімпсони — вокал (26—28 сезони), дубляж студії «Так Треба Продакшн»
- Сім'янин — (10—15 сезони), дубляж студії «Так Треба Продакшн»
- Елвін і бурундуки (мультсеріал) — Елвін, дубляж студії «1+1»
- Фінеас і Ферб — Ферб, дубляж студії «1+1»
- Губка Боб Квадратні Штани — Губка Боб, дубляж студії «1+1»
- Листи від Фелікса — всі чоловічі ролі, двоголосе закадрове озвучення компанії «Кіт»
- Клініка — багатоголосе закадрове озвучення телеканалу «СТБ»; багатоголосе закадрове озвучення студії «1+1»
- Бібліотекарі (телесеріал) — Єзекіїль Джонс
- Баффі — винищувачка вампірів — Ксендер Гарріс[en]
- Вечірній Квартал — багатоголосе закадрове озвучення студії «1+1»
- Пісочний чоловік — Морфей/Сон
- На удачу — дубляж телеканалу «NIKI Kids»
- Фріктаун — дубляж телеканалу «NIKI Kids»
- Феї-хрещені — Космо, дубляж студії «1+1»
- Ніндзяґо: Майстри Спінджицу — дублювання студій «Le Doyen» і «1+1»

## Дублювання й озвучення російською
- Братва з джунглів — Барела / Марела
- Подарунок — Кевін 'KK' Кілор, Детектив Уокер
- Вибивайло — Пет
- Каньйони — Райан
- Залишені — Едвін
- Непрохані гості — Ванс
- З 5 до 7. Час коханців
- 22 кулі: Безсмертний
- Гарячі матусі
- Нічний портьє
- Феї-хрещені
- Фейбой і Чам-Чам
- Герої 108
- Розумна собака Блу
- Черговий лікар
- Школа
- Перші ластівки. Залежні
- Команда Умізумі
- Темний оракул
- Казкова Русь

## Режисер дубляжу
- Гарячі матусі (російський і український дубляжі)
- Каліфорнійський дорожній патруль
- Автомонстри
- Антураж
- Підлітки-мутанти Черепашки-ніндзя: Погром мутантів
- Джентльмени
- Гнів людський
- Форма води
- Книга джунглів (1967)
- Коти-аристократи
- Робін Гуд
- Великий мишачий детектив
- Динозавр
- 101 далматинець 2: Пригоди Патча в Лондоні
- Братик ведмедик 2
- Ральф-руйнівник 2: Інтернетрі
- Маша та Ведмідь (з 5 сезону)
- Лелеки

## Озвучення реклами
- «Strepsils»
- «TicTac»
- «SkyUp»
- «Rozetka»
- «Belvita»
- «Smile»
- Політична партія «Пропозиція»
- «Jaffa Смузі»
- «Діяти заради дітей» (соціальна реклама)
- «Lakmi» від «Roshen»
- «Отривін»
- «Fairo»
- «ОККО»
- «Pepsi»
- «Ти як?» (соціальна реклама)
- «Mike's»